# Volkssternwarte Urania Jena

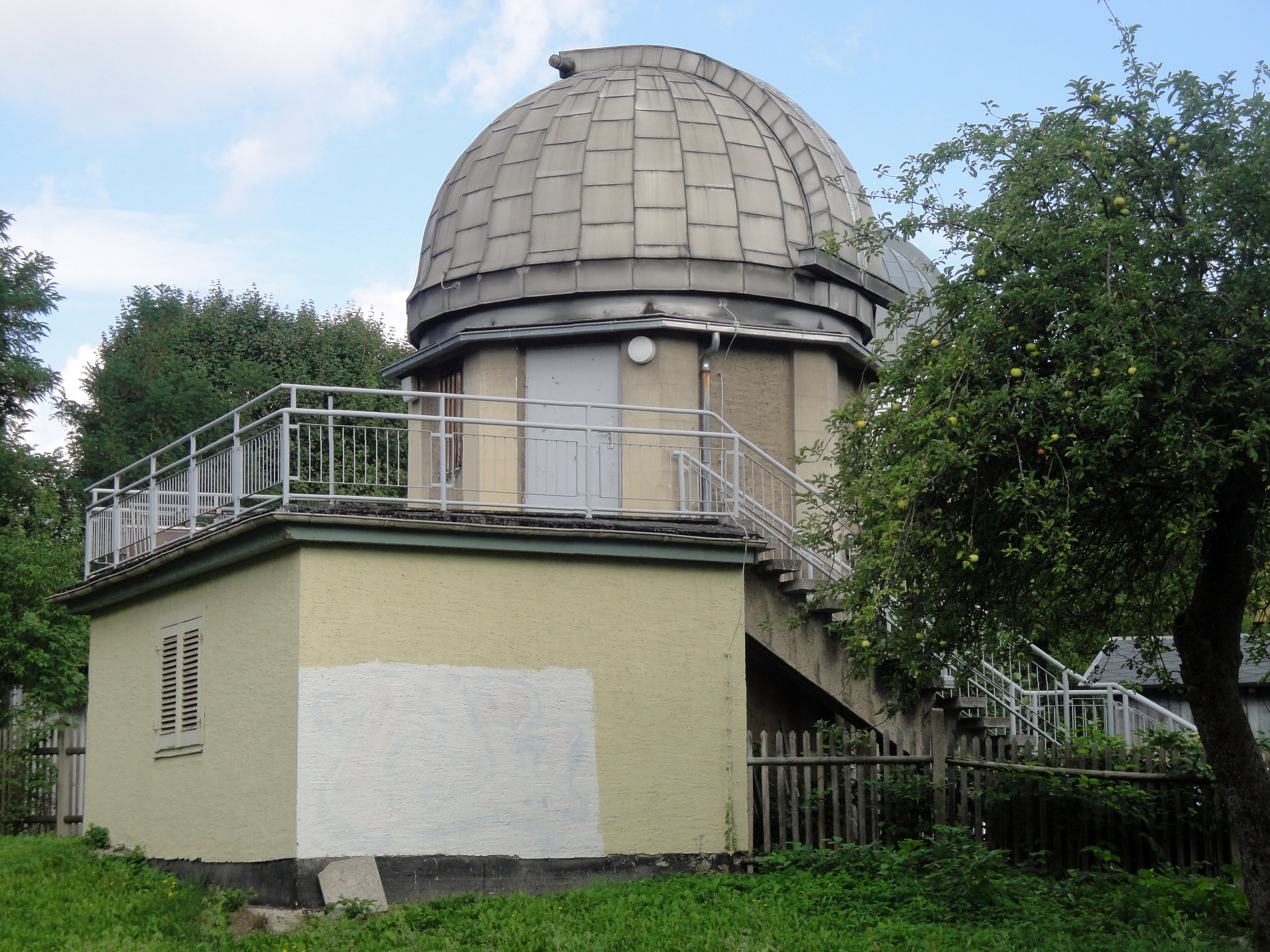
Volkssternwarte Urania in Jena

Die Volkssternwarte Urania Jena ist eine von einem gleichnamigen gemeinnützigen Verein betriebene Sternwarte in Nachfolge der Zeiss-Werkssternwarte. Sie befindet sich im Schillergäßchen im Zentrum der Stadt Jena.
Der Verein betreibt eine weitere Sternwarte, die Forststernwarte, die zeitweilig der Universität Jena unterstand. Diese liegt drei Kilometer von Jena entfernt und auf einer Meereshöhe von 345 m ü. NN.

## Geschichte

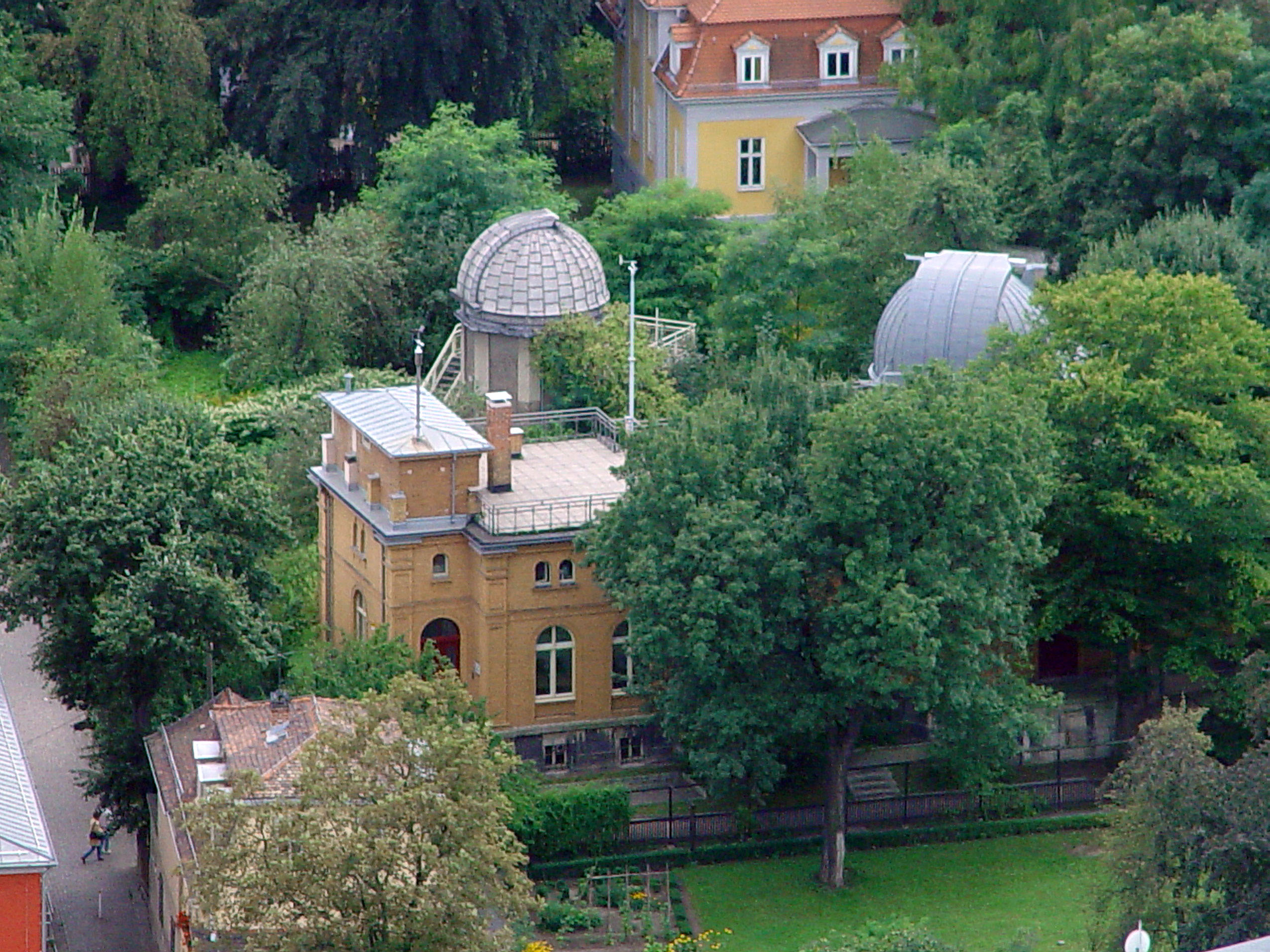
Sternwarte Jena, im Hintergrund die Volkssternwarte Urania Jena, davor die Universitätssternwarte Jena

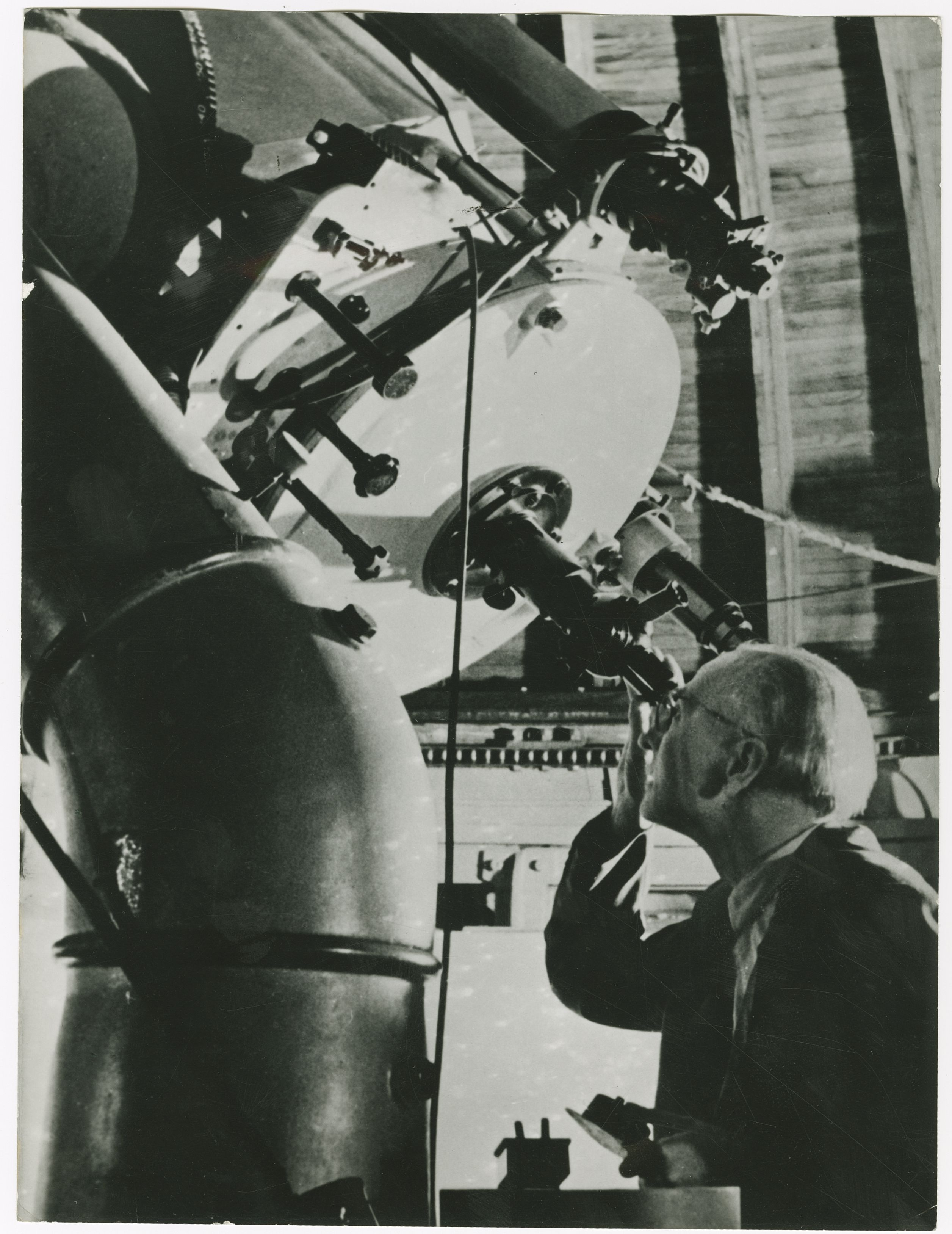
Prof. Hermann Lambrecht, Direktor der Sternwarte, am 50-cm-Spiegelteleskop im Jahr 1960

1897 wurde innerhalb der Firma Carl Zeiss in Jena eine eigene Astroabteilung gegründet, die optische Geräte entwickelt und konstruierte. Bei den dort beschäftigten Mitarbeiter entstand im Laufe der Zeit ein zunehmendes Interesse an der Astronomie. 1909 wurde eine astronomische Vereinigung, die Urania e.G.m.b.H, in Form einer Genossenschaft gegründet. Der Name geht auf Urania, die Muse der Astronomie, zurück. Ziel der Vereinigung war, das eigene Wissen durch Beobachtungen des Himmels zu erweitern sowie die Astronomie für die Bevölkerung zugänglich zu machen.
Die Fa. Carl Zeiss stellte der Vereinigung hierzu ihre erste Werkssternwarte, die drei Kilometer außerhalb von Jena gelegene Forststernwarte zur Verfügung. Die Sternwarte war von dem Unternehmen nach dreijähriger Nutzung aufgrund der Transportschwierigkeiten der zunehmend größer werdenden Teleskope stillgelegt worden. Die Fa. Carl Zeiss stiftete außerdem einen Refraktor mit 13 cm Öffnung und 2 m Brennweite, ein Protuberanzen-Spektroskop, sowie einen „Kometensucher“ genannten kurzbrennweitigen Refraktor mit 8,5 cm Öffnung und 0,5 m Brennweite. Im ersten Jahr suchten bereits 2.000 Besucher die Sternwarte auf.
1924 wurde die Genossenschaft durch einstimmigen Beschluss der Mitglieder aufgelöst und in einen eingetragenen Verein „Volkssternwarte Urania Jena e.V.“ umbenannt.
1935 musste die Forststernwarte an die Universität Jena übergeben werden, da die Universität die Sternwarte für Forschungszwecke nutzen wollte. Als Entschädigung wurde dem Verein eine renovierungsbedürftige Beobachtungskuppel im Jenaer Schillergäßchen zur Verfügung gestellt. Die Blechkuppel mit 4,5 m Durchmesser hatte ursprünglich auf dem Gelände der Villa des begüterten Privatastronomen Carl Wilhelm Winkler gestanden. Winkler hatte die Kuppel und das Inventar der Universität vermacht. Nach der Renovierung und der Überführung der Teleskope aus der Forststernwarte nahm die Volkssternwarte ihren Betrieb im September 1936 wieder auf. Der neue Standort war zwar für die astronomische Beobachtung ungünstiger, konnte dafür jedoch von den Besuchern besser erreicht werden.
Während des Zweiten Weltkrieges kam der Sternwartenbetrieb fast zum Erliegen, die Kuppel war stark beschädigt und stellenweise durchgerostet.
1947 wurde die Sternwarte mit Unterstützung des VEB Carl Zeiss Jena wieder hergerichtet. Da Vereine zur Zeit der DDR verboten waren, wurden die Mitglieder als „Kulturgruppe AG Astronomie“ dem Volkshaus untergeordnet. 1953 wurde das durchgerostete Kuppelgebäude der Sternwarte durch ein Mauerwerk und eine neue Holzkuppel ersetzt, der 13-cm-Refraktor wurde überholt und mit einer neuen Montierung ausgestattet.
1966 wurde die Forststernwarte von der Universität Jena an die AG Astronomie zurückgegeben, womit der AG zwei Sternwarten zur Verfügung standen. Fortan wurde die Forststernwarte von den Mitgliedern der AG für astronomische Beobachtungen und die Astrofotografie genutzt, die Volkssternwarte im Schillergäßchen für öffentliche Himmelsbeobachtungen.

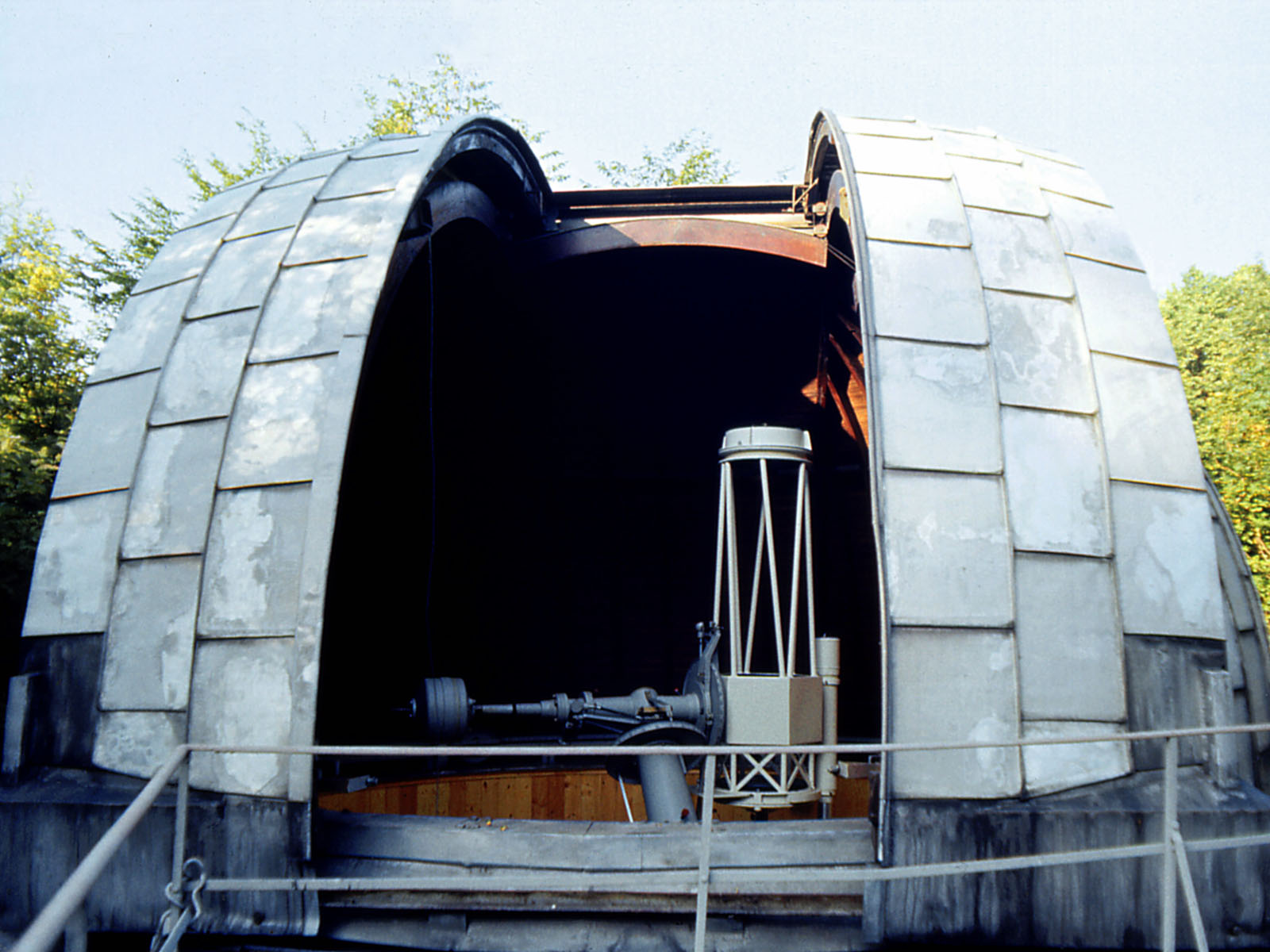
Kuppel der Forststernwarte
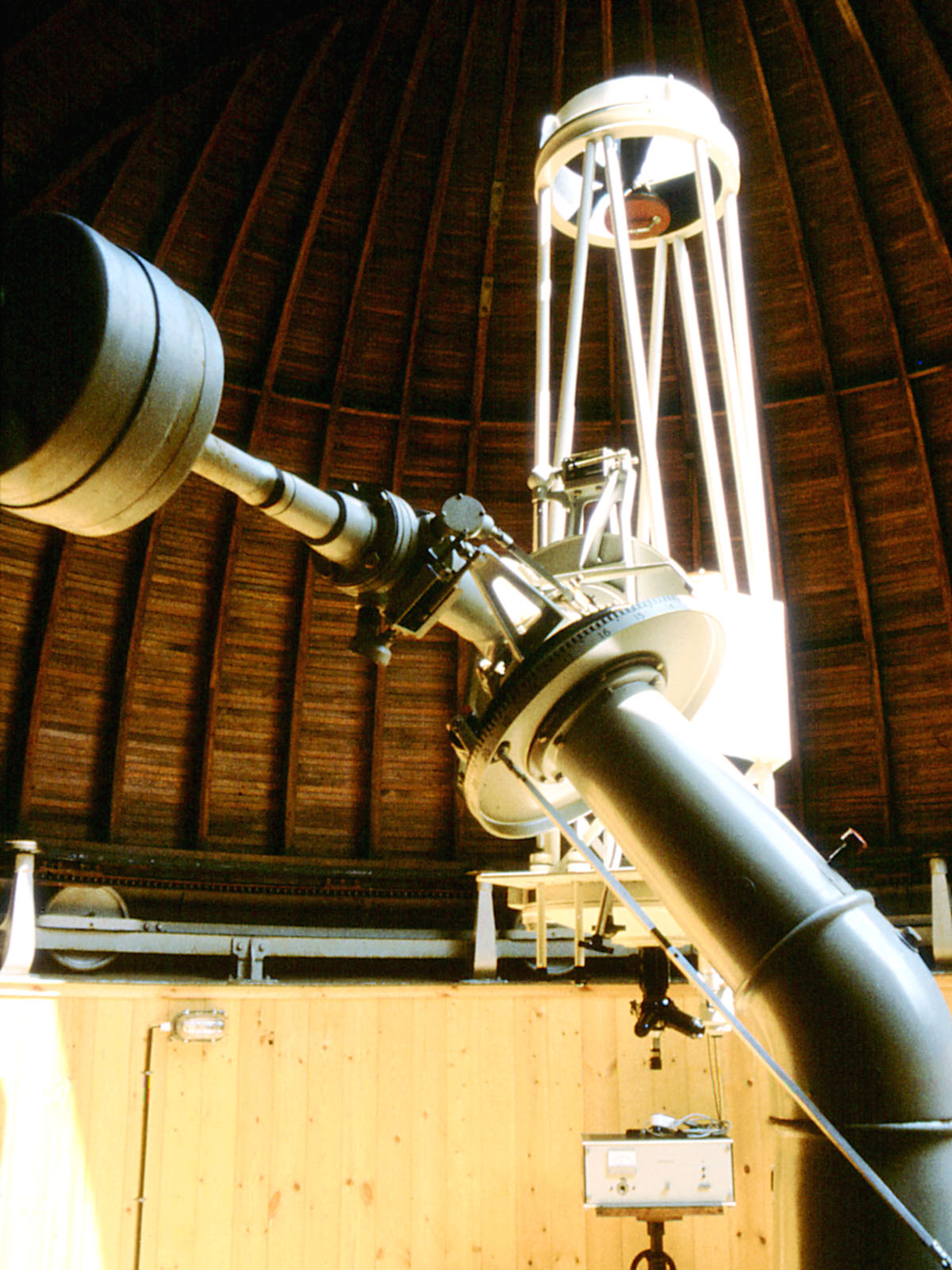
Das große Cassegrain-Teleskop der Forststernwarte

1989, im Zuge des Zusammenbruchs der DDR, unterblieb die bis dahin vertraglich zugesicherte finanzielle Unterstützung durch den VEB Carl Zeiss Jena. 1990 wurde die AG wieder in den Verein Volkssternwarte Urania Jena e.V. umbenannt.
Die folgenden Jahre waren problematisch, da der Zeiss-Betrieb aufgelöst wurde und erfahrene Vereinsmitglieder infolge Arbeitslosigkeit von Jena weg gingen und die Eigentumsverhältnisse des Sternwartengeländes zunächst ungeklärt waren. Positiv war die Gründung der „Ernst Abbe“-Stiftung im Jahre 1992, die das Engagement der Vereinsmitglieder fördert und den Unterhalt der Sternwarte sichert. Der Verein feierte 2009 sein hundertjähriges Bestehen.
Die Volkssternwarte Urania bietet regelmäßige öffentliche Himmelsbeobachtungen und astronomische Vorträge an. Auf Nachfrage kann auch die Forststernwarte besucht werden.

## Instrumente
Urania-Sternwarte
Das Hauptinstrument ist ein Zeiss Coudé-Refraktor mit einer Objektivöffnung von 150 mm und einer Brennweite von 2250 mm. 
Forststernwarte
Die 6 m große Beobachtungskuppel beherbergt ein großes Cassegrain-Teleskop mit 500 mm Spiegeldurchmesser und 10.000 mm Brennweite.

## Einzelnachweis
1. ↑  Volkssternwarte Urania Jena e.V. : Forststernwarte. Volkssternwarte Urania Jena e.V., abgerufen am 2. Januar 2023.

Koordinaten: 50° 55′ 31″ N, 11° 34′ 58″ O